# Esad Plavi
Esad Plavi (eigentlich Esad Muharemović; * 22. Februar 1965 in Tešanj, SFR Jugoslawien) ist ein bosnischer Turbofolk-Sänger. Er gehört gegenwärtig zu den bekanntesten bosnischen Sängern.

## Leben
Esad wurde in der bosnischen Stadt Tešanj geboren. Der Tod seines Vaters, welchem er das Lied Babo widmete, beeinflusste ihn sehr stark. Sein Bruder Jasmin Muharemović ist ebenfalls ein erfolgreicher Sänger.

## Karriere
Er wurde bei der Hochzeitsfeier seines Bruders entdeckt, als er bei den Gästen auf Grund seines gesanglichen Talentes gut ankam.
Seine musikalische Karriere begann 1990, als er das Lied Srce Ranjeno veröffentlichte. 1990 nahm er sein Debüt-Album Ne kuni sto si voljela auf. Dies wurde ein kommerzieller Erfolg. Danach nahm er noch 9 weitere Alben auf, die alle zu Erfolgen wurden. Bekannt wurde Esad Plavi jedoch durch seine Lieder Seherzada aus dem Jahre 1994 und Babo aus dem Jahr 2005.

## Diskografie

### Alben
- 1990: Ne kuni sto si volela
- 1991: Reci sreco
- 1993: Ima dana i kafana
- 1994: Das, ne das
- 2000: Preboljet cu ove noci
- 2001: Evo me nakon svega
- 2003: Put me zove
- 2005: Kao nekad
- 2009: Ostavi nesto svoje

### Singles (Auswahl)
- 1990: Srce Ranjeno
- 1990: Tebi pjevam ja
- 1990: O, Mili Boze
- 1990: Sa kim sada zivis
- 1990: Vidim da te Muci
- 1990: Zar je Grijeh Voljeti
- 1991: Reci Sreco
- 1991: Hej, Bosanac
- 1991: Usne nemam da te ljubim ja
- 1994: Seherzada
- 1994: Nedelja je Svanula
- 1994: Voljeli iste Stvari
- 2000: Preboljet cu ove Noci
- 2003: Put me zove
- 2005: Nedeljom
- 2005: Babo
- 2009: Dvije Zemlje
- 2015: Kuca na Drini